# The Guest (film)
The Guest è un film del 2014 diretto da Adam Wingard.
Presentato al Sundance Film Festival del 2014, il film narra le vicende di un soldato, interpretato da Dan Stevens, che da gradito ospite in una famiglia che lo aveva accolto con fiducia, si rivela letale.

## Trama
Spencer e Laura Peterson, con i loro figli Luke e Anna, stanno affrontando la perdita del loro figlio maggiore, Caleb, nella guerra in Afghanistan. Ricevono la visita di David Andersen Collins, un ex sergente dell'esercito che afferma di essere il migliore amico di Caleb. Dice alla famiglia che voleva visitarli e riporta notizie del figlio, inoltre è educato, cordiale e amichevole, e Laura lo invita a rimanere tutto il tempo che desidera.
Il giovane sa farsi ben volere instaurando un buon rapporto con i genitori, Laura e Spencer, e proteggendo il figlio minore Luke dal bullismo. David, infatti, vede Luke tornare a casa con un livido sul viso, causato da una banda di bulli a scuola. Il giorno successivo, David e Luke seguono i bulli in un bar, dove David li affronta, li umilia e si impegna in una lotta che li ferisce tutti. Quindi usa la sua conoscenza della legge, oltre a una bustarella, per convincere il barista a non dirlo a nessuno. Questa grossa disponibilità di denaro, però, insospettisce Luke.
David va a una festa con una riluttante Anna, dove fa una buona impressione sui suoi amici e, in seguito, salva la sua amica Kristen dal suo ex fidanzato violento. David e Kristen fanno sesso; in seguito, David chiede all'amico di Anna, Craig, dove può comprare una pistola.
Anna comunque si insospettisce e cerca informazioni alla base militare. Questa contatta la KPG, un dipartimento che ha dei programmi di addestramento segreti, la quale informa Anna che il vero David è morto una settimana prima. Quando viene ucciso un collega di Spencer Peterson, e vengono trovati morti Craig e un suo amico che avevano incontrato il falso David per vendergli delle armi, tra cui due granate, Anna si insospettisce sempre di più.
Viene inoltre trovata la pistola dell'omicidio di Craig nel furgone del fidanzato di Anna, che viene incolpato. Quando Anna svela la cosa, David dà alla famiglia una spiegazione plausibile, in merito ad un programma segreto del quale faceva parte anche Caleb.
La telefonata di Anna ha però dato avvio all'azione della KPG, che stava ricercando proprio David per eliminarlo. Così, casa Peterson viene presa d'assalto mentre David è dentro con Laura. L'uomo riesce abilmente a scappare, seppur ferito, non prima di aver ucciso la donna. Nella fuga, uccide anche il marito di lei e va a caccia dei figli. Anna è allertata e scappa giusto in tempo, prima che David devasti la tavola calda in cui stava lavorando.
Raggiunto il fratello Luke, i due cercano di mettersi in salvo, ma David li raggiunge e li assale. Luke interviene giusto in tempo e, con un coltello che lo stesso David gli aveva dato per proteggersi dai bulli, lo colpisce ripetutamente ponendo fine all'incubo.
Mentre si finisce di spegnere l'incendio, che ha distrutto i locali in cui hanno avuto luogo gli ultimi eventi, e i due ragazzi superstiti si stringono seduti all'interno di un'ambulanza, Anna scorge in un pompiere che sta lasciando il posto, le movenze e le sembianze di David.

## Riconoscimenti
- 2015 - Empire Awards[1]
  - Candidato per il miglior debutto maschile a Dan Stevens
  - Candidato per il miglior horror
- 2015 - Saturn Awards[2]
  - Candidato per il miglior film thriller
  - Candidato per il miglior attore a Dan Stevens